# Bernt Schiele
Bernt Schiele (* 3. November 1968 in Neustadt an der Weinstraße) ist ein deutscher Informatiker und wissenschaftlicher Direktor am Max-Planck-Institut für Informatik.

## Berufsweg
Bernt Schiele studierte Informatik an der Universität Karlsruhe mit einem Forschungsaufenthalt in Grenoble. Er erhielt 1993/1994 den Master of Science sowie das DEA für Informatik der École nationale supérieure d’informatique et de mathématiques appliquées (ENSIMAG). In der Gruppe von Alexander Waibel arbeitete er ab 1994 als Gastdozent auf dem Gebiet der multimodalen Mensch-Computer-Schnittstellen an der Carnegie Mellon University in Pittsburgh. Auf dem Gebiet der Computer Vision wurde Schiele 1997 am Institut national polytechnique de Grenoble (INPG) promoviert. Bis zum Jahr 2000 war er anschließend Postdoktorand und Visiting Assistant Professor am Media Laboratory des Massachusetts Institute of Technology in Cambridge in der Gruppe von Alex Pentland.
Schiele wurde 1999 Assistenzprofessor für Informatik an der ETH Zürich (ETH). Im Jahr 2004 wurde er 2004 zum Professor für Informatik an der Technischen Universität Darmstadt berufen und wechselte 2010 an die Universität des Saarlandes. Zu gleicher Zeit wurde er Direktor für Computer Vision and Machine Learning am Max-Planck-Institut für Informatik in Saarbrücken. Seit 2021 ist er Mitglied der Leopoldina in der Sektion Informationswissenschaften.

## Ehrungen und Auszeichnungen
- 2022: ACM Fellow[1]
- 2021: Mitglied der Deutschen Akademie der Naturforscher Leopoldina[2]
- 2016: IEEE Fellow[2]